# Little Hocking (Ohio)
Little Hocking es un lugar designado por el censo ubicado en el condado de Washington en el estado estadounidense de Ohio. En el Censo de 2010 tenía una población de 263 habitantes y una densidad poblacional de 237,81 personas por km².

## Geografía
Little Hocking se encuentra ubicado en las coordenadas 39°15′31″N 81°42′11″O / 39.25861, -81.70306. Según la Oficina del Censo de los Estados Unidos, Little Hocking tiene una superficie total de 1.11 km², de la cual 1.07 km² corresponden a tierra firme y (2.81%) 0.03 km² es agua.

## Demografía
Según el censo de 2010, había 263 personas residiendo en Little Hocking. La densidad de población era de 237,81 hab./km². De los 263 habitantes, Little Hocking estaba compuesto por el 96.96% blancos, el 0.76% eran afroamericanos, el 0% eran amerindios, el 0% eran asiáticos, el 0% eran isleños del Pacífico, el 0% eran de otras razas y el 2.28% pertenecían a dos o más razas. Del total de la población el 0% eran hispanos o latinos de cualquier raza.